# Севастопольская радиолокационная станция
Севастопольская радиолокационная станция — советская радиолокационная станция, обеспечивавшая раннее предупреждение удара баллистических ракет по Крыму. Расположена между мысом Херсонес и вспомогательным аэродромом «Херсонес» (Морская авиация Черноморского флота) в Севастополе и входила в состав советской системы предупреждения ракетного удара. Информация с этой станции может быть использована для предотвращения ядерного удара или активации противоракетной системы А-135.
Радар занимает участок в 1 км длиной с видом на Чёрное море. Рядом находится бывший советский флотский дельфинарий и бывший аэродром. Когда станция была построена, она находилась в тогдашнем закрытом городе Севастополе, в Украинской ССР.

## Радар
Радиолокационная станция предназначена для контроля космического пространства и раннего предупреждения о ракетном нападении, тип «Днепр» (по классификации НАТО — «Hen House»). Радар состоит из центрального здания и двух длинных крыльев длиной свыше 250 метров; каждое крыло является отдельным радиолокационным массивом. Один из них имел азимут 172° (направленный на юг), а второй — 230° (обращен на юго-запад). Радар имеет дальность 3000 км, охватывает южную Европу, Северную Африку и часть Ближнего Востока.
Строительство объекта началось в конце 1960-х годов. Некоторые источники утверждают, что он был запущен 1975 году, по другим данным — 16 января 1979 года.

## После распада Советского Союза
В 1991 году Советский Союз распался и станция оказалась под контролем Украины вместе с РЛС в Мукачево. В 1992 году Россия подписала 15-летнее соглашение с Украиной об аренде обоих радаров за 840 000 долларов в год, хотя в отличие от других зарубежных станций персонал должен был укомплектовываться из числа граждан Украины, а не России. В 2005 году управление радарами было передано гражданскому ведомству — Украинскому национальному космическому агентству, а арендная плата увеличилась до $1,3 млн, хотя Украина требовала больше.
В 2008 году Россия решила прекратить использовать информацию обеих украинских радиолокационных станций. По мнению некоторых экспертов, это решение было принято отчасти из-за заявления украинского правительства относительно вступления в НАТО. В 2007 году тогдашний командующий российских космических войск Владимир Поповкин заявил, что Россия намерена дублировать или заменять иностранные радиолокационные станции, поскольку не может положиться на них в кризисные периоды. Замена станции уменьшит возможности Украины оказывать влияние на Россию благодаря своей способности контролировать доступ к данным.
Приводились также и прагматичные причины прекращения аренды. Поповкин заявил, что радары вышли из гарантии в 2005 году, а модернизация стоит $20 млн. Кроме того, Россия заявила, что данные из Севастополя были недостоверными из-за вмешательства нелицензированных радиопередач с рыбацких лодок в Чёрном море.. Кроме того, он опасался относительно качества данных за гражданских, а не военных операторов
Украина перестала передавать данные станции 26 февраля 2009 года, и Россия заявила, что новая радиолокационная станция в Армавире начала работать в тот же день, заменив утраченное покрытие. После этого правительство Украины объявило, что станции будут закрыты на месяц для обслуживания, а затем будут использоваться неполный рабочий день для наблюдения за космосом, будучи частью организации под названием SKAKO (Автоматическая система управления и анализа космического пространства).

### В составе России
После аннексии Крыма Российской Федерацией российская администрация начала строительство новой станции «Воронеж».